# Натурно
Натурно (итал. Naturno) је насеље у Италији у округу Болцано, региону Трентино-Јужни Тирол.
Према процени из 2011. у насељу је живело 4023 становника. Насеље се налази на надморској висини од 528 м.

## Становништво
Према резултатима пописа становништва 2011. у општини је живело 5.554 становника.
| 1931. | 1936. | 1951. | 1961. | 1971. | 1981. | 1991. | 2001. | 2011. |
| ----- | ----- | ----- | ----- | ----- | ----- | ----- | ----- | ----- |
| 2.657 | 2.847 | 2.917 | 3.084 | 3.579 | 4.027 | 4.535 | 5.089 | 5.554 |

## Партнерски градови
- Axams
- Rhein-Pfalz-Kreis